# 田代仁
田代 仁 （たしろ めぐみ）は、日本の化学者。京都大学名誉教授、米国セラミックス学会フェロー。京都大学化学研究所所長や、窯業協会副会長を務め、勲二等旭日重光章を受章した。

## 人物・経歴
1940年東京工業大学窯業学科卒業、京都帝国大学工学部大学院在学。1942年京都帝国大学化学研究所研究員。1944年京都帝国大学化学研究所助教授。1949年京都大学にて工学博士。1953年窯業協会学術賞受賞。1958年京都大学化学研究所教授。1963年結晶化ガラスに関する研究により京都新聞文化賞受賞。1967年全国発明表彰日本商工会議所会頭発明賞受賞。1968年米国セラミックス学会フェロー。1978年京都大学化学研究所長、京都大学評議員。1981年停年退官、京都大学名誉教授。この間、日本化学会常議員、窯業協会副会長なども務めた。1990年勲二等旭日重光章受章。

## 著書
- 『ガラス・ホウロウ』（沢井郁太郎、森谷太郎と共著）日刊工業新聞社 1959年